# 朱氏盾蛛
朱氏盾蛛（学名：Frontinella zhui）为皿蛛科盾蛛属的动物。在中国大陆，分布于湖北、福建等地。该物种的模式产地在湖北。